# Миккели
Ми́ккели, шведское и дореволюционное русское название Санкт-Михель (фин. Mikkeli, швед. Sankt Michel) — город в Финляндии, административный центр бывшей ляни (губернии) Восточная Финляндия (фин. Itä-Suomi), столица провинции Южное Саво (фин. Etelä-Savo).
Миккели назван в честь покровителя этих мест — Святого Михаила.
Расстояние от Миккели до Хельсинки — 228 км, до Санкт-Петербурга — 304 км.

## История
В 1270 году Миккели — новгородский погост.
Старейшее упоминание о посёлке Миккели 1323 года содержится в Ореховском мире, согласно которому область Саволакс отошла к Шведскому королевству.
Местечко Сант-Михель упоминается как пункт, занятый русскими войсками 20 февраля (3 марта) 1808
Миккели возник в результате окончания русско-шведской войны 1809 года и присоединения Финляндии к России в качестве Великого княжества Финляндского. Он был основан 7 марта 1838 года по указу императора Николая I. В Российской империи город был центром Санкт-Михельской губернии. Она, как и другие дореволюционные финляндские губернии, просуществовала до 1917 года, когда вошла в губернию Восточная Финляндия.
В 1918 году во время гражданской войны, в Миккели в отеле «Seurahuone» был создан штаб Белой армии.
В годы Второй мировой войны в здании средней школы Миккели располагался главный штаб вооружённых сил Финляндии под командованием Карла Маннергейма. Из-за этого город сильно бомбили, но быстро восстанавливали, так как в то время не существовало высотных зданий.
1 апреля 2011 г. город украсили таблички улиц на русском языке.
Инициатива шести муниципалитетов — Тохмаярви, Иматра, Лаппеэнранта, Пуумала, Миккели и Савонлинна, ходатайствующих о 5-летнем проекте, в рамках которого в школах этих муниципалитетов было бы возможно заменить изучение шведского языка изучением русского языка, начиная с 7-го класса, не нашла полного одобрения в правительстве.
С 2011 года, в летнее время, преподаватели Академии русского балета имени Вагановой проводят в городе международные курсы балетного мастерства.
1 января 2013 в состав города входит село Ристиина, бывшее до того самостоятельной административной единицей.
В 2014 году в городе началось строительство новых развязок и ремонтные работы в связи с планом улучшения города до 2017 года.
Осенью 2024 года правительство Финляндии объявило о создании в городе Миккели штаба сухопутных сил НАТО.

## Население
Население 51 916 чел. (2023 года), из них 34 тыс. чел. в самом городе.

## Физкультура и спорт
В Миккели действуют крытый мини-аквапарк, летний аквапарк и два бассейна. В центре находится футбольное поле, на котором зимой заливают бесплатный каток. Одной из спортивных достопримечательностей города с недавних пор является команда по хоккею с мячом «Камппарит», ставшая чемпионом Финляндии в 2012 и 2015 годах.

## Достопримечательности
- Кафедральный собор Миккели, построенный в 1896—1897 годах в неоготическом стиле.
- Церковь сельского прихода Миккели — третья по величине деревянная церковь в Финляндии вместимостью 2000 человек.
- Кенкяверо — музей-усадьба приходского священника.
- Музей пехоты и музей-бункер ставки Манергейма.
- Висулахти — крупный парк для кемпинга, на его территории находится крупнейший в Финляндии музей восковых фигур.
- Обзорная башня Naisvuori[14]

## Города-побратимы
| С-З | Ювяскюля ~ 116 км                 | Куопио ~ 150 км                 | Савонлинна ~ 104 км                                            | С-В |
| З   | Тампере ~ 250 км                  | Роза ветров                     |                                                                | В   |
| Ю-З | Хельсинки ~ 228 км Турку ~ 350 км | Котка ~ 150 км Коувола ~ 106 км | Лаппеэнранта ~ 109 км Выборг ~ 170 км Санкт-Петербург ~ 305 км | Ю-В |

- Бекешчаба, Венгрия
- Бурос, Швеция
- Вайле, Дания
- Луга, Россия
- Молде, Норвегия
- Олонец, Россия
- Санкт-Петербург, Россия (1996)

Одна из самых молодых улиц Луги названа в честь её города-побратима Миккели.

## Фотогалерея

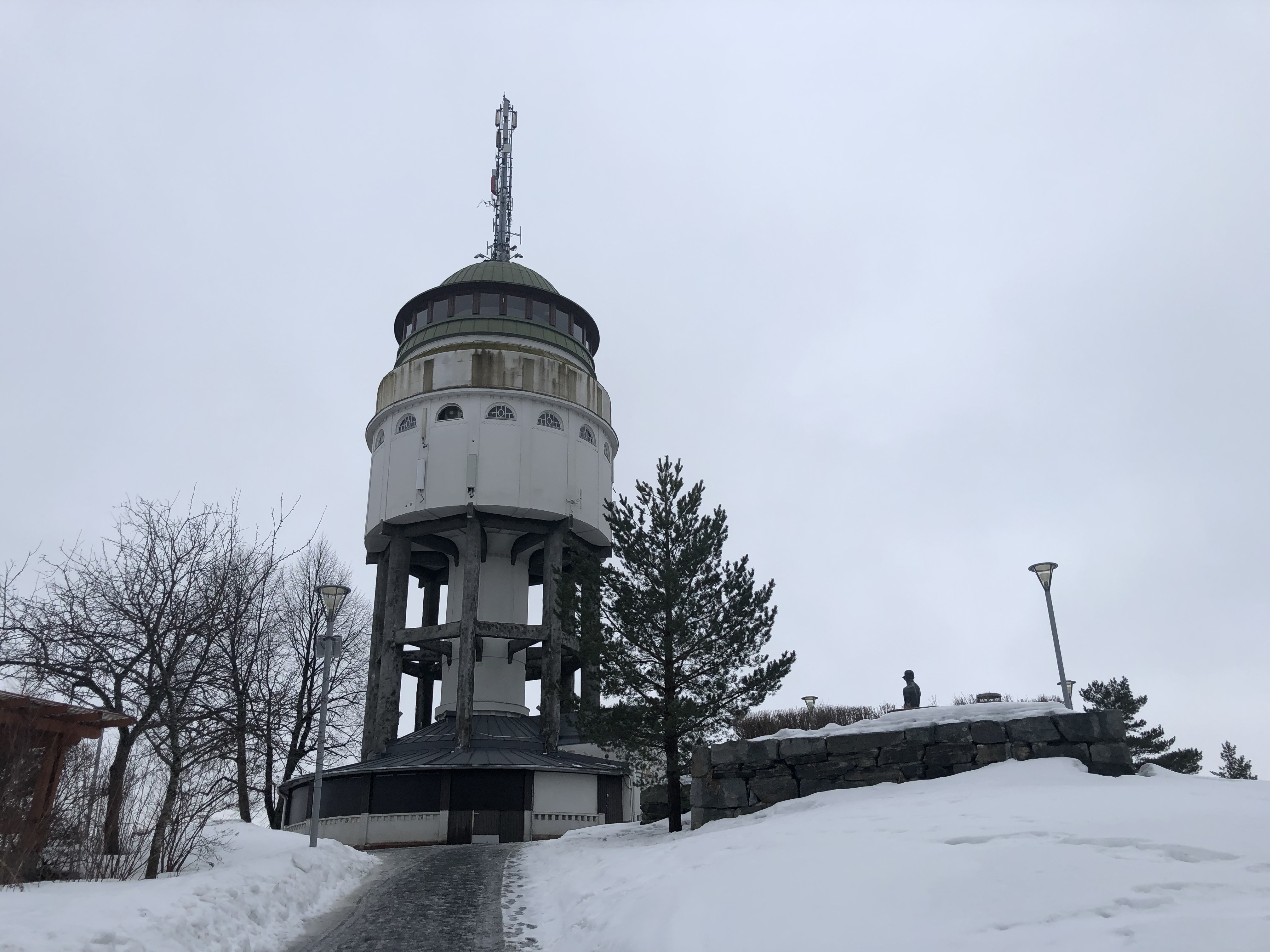
Обзорная башня Naisvuori
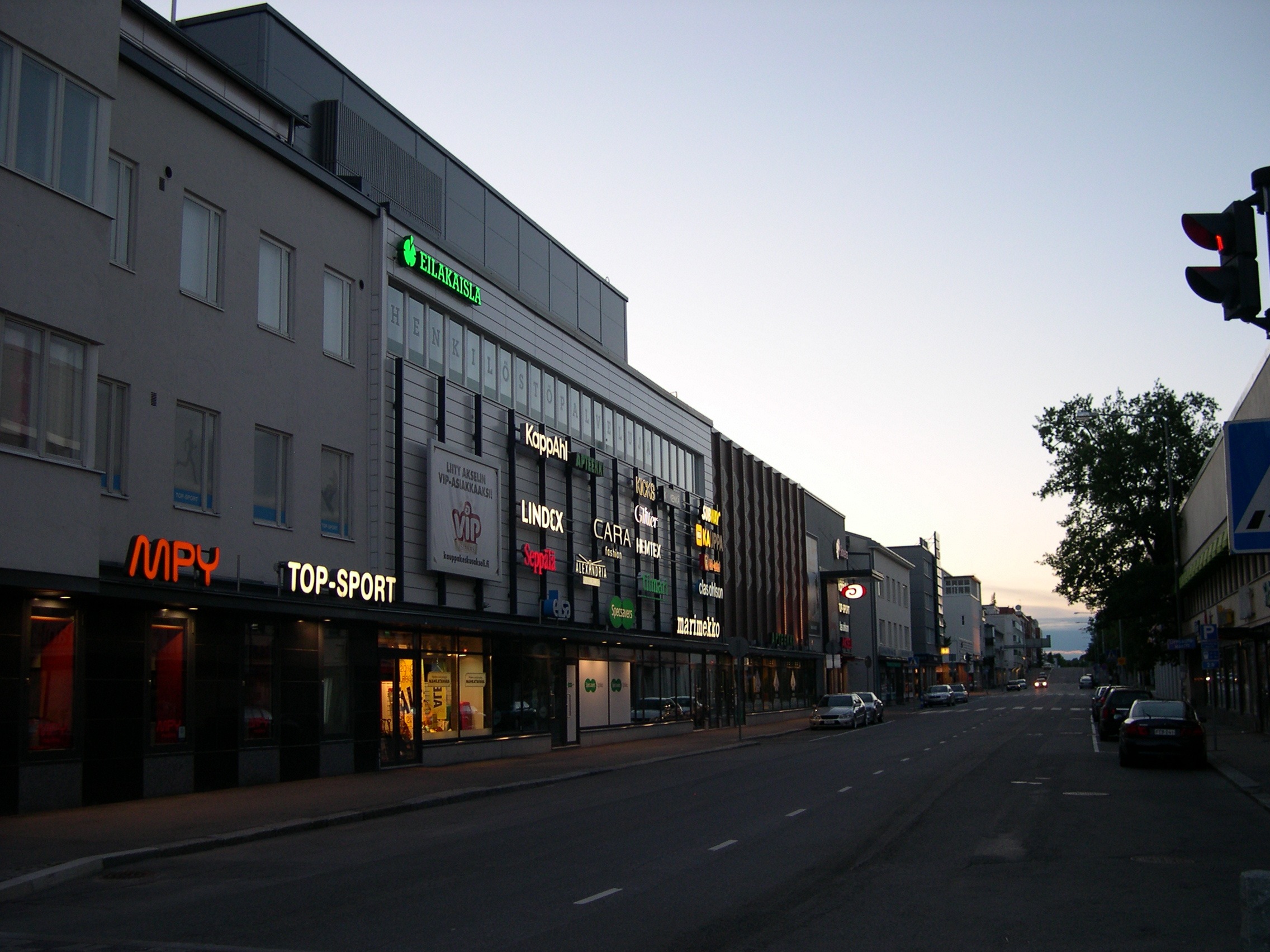
Maaherrankatu
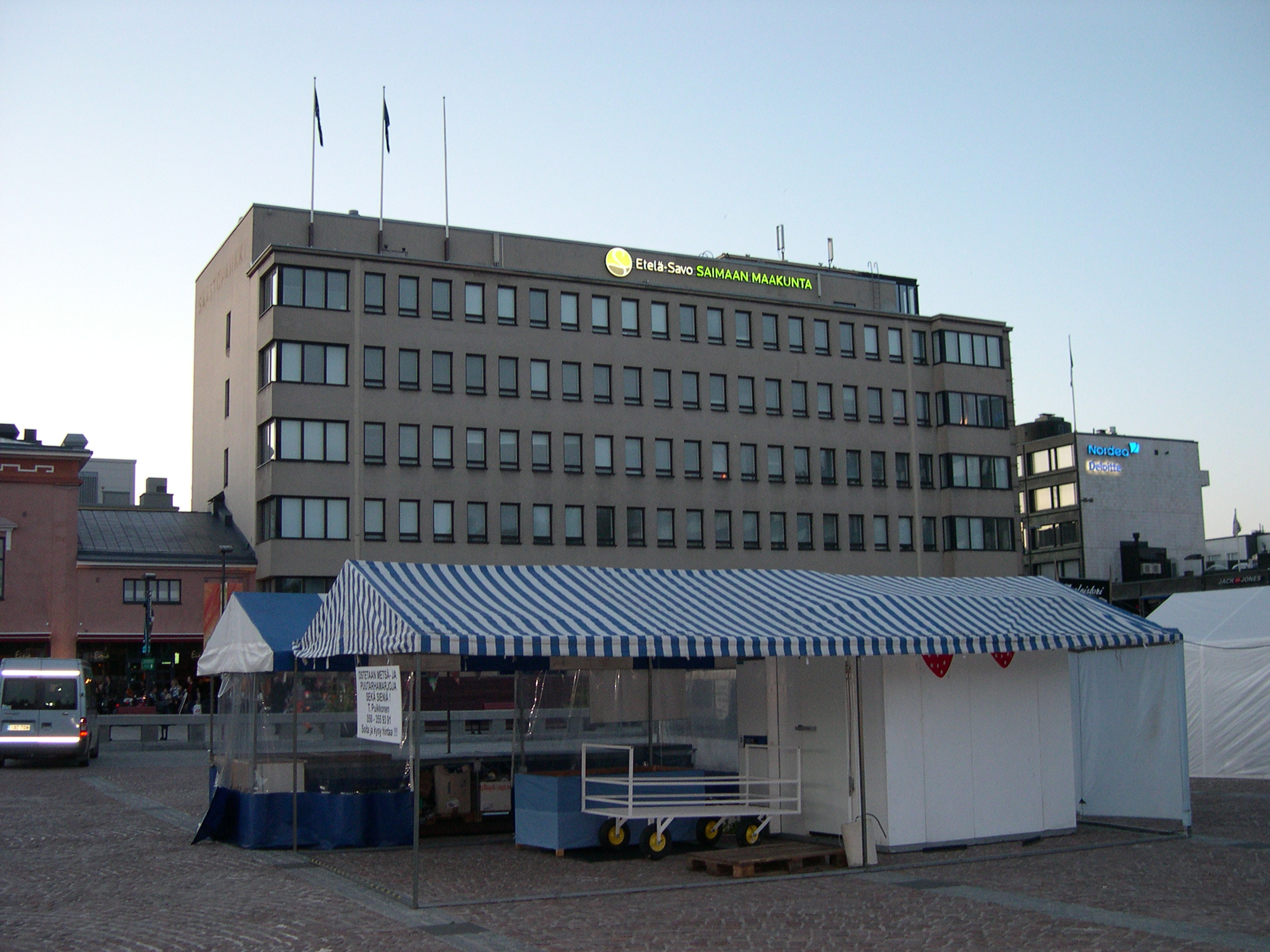
Hallituskatu
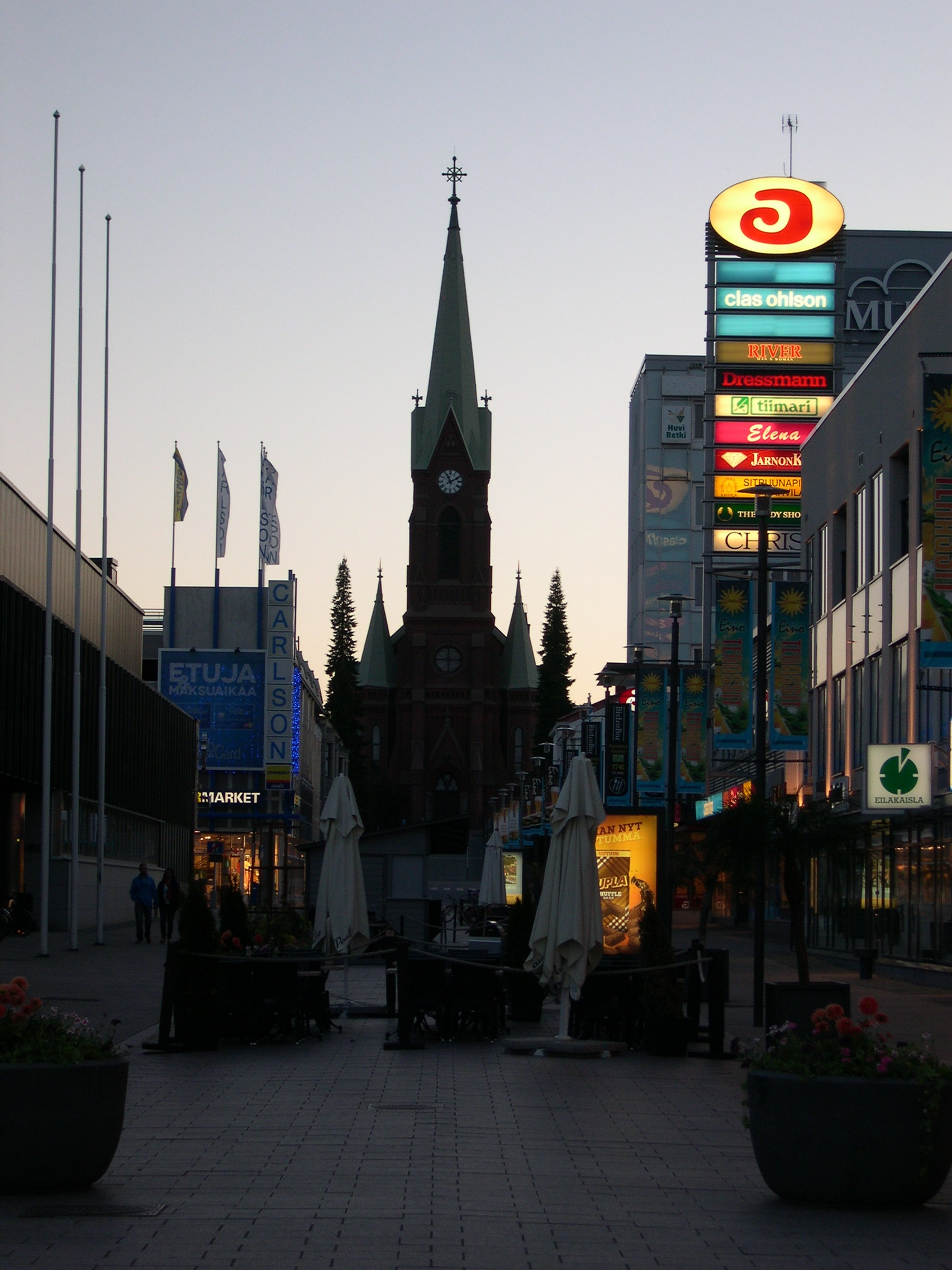
Кафедральный собор
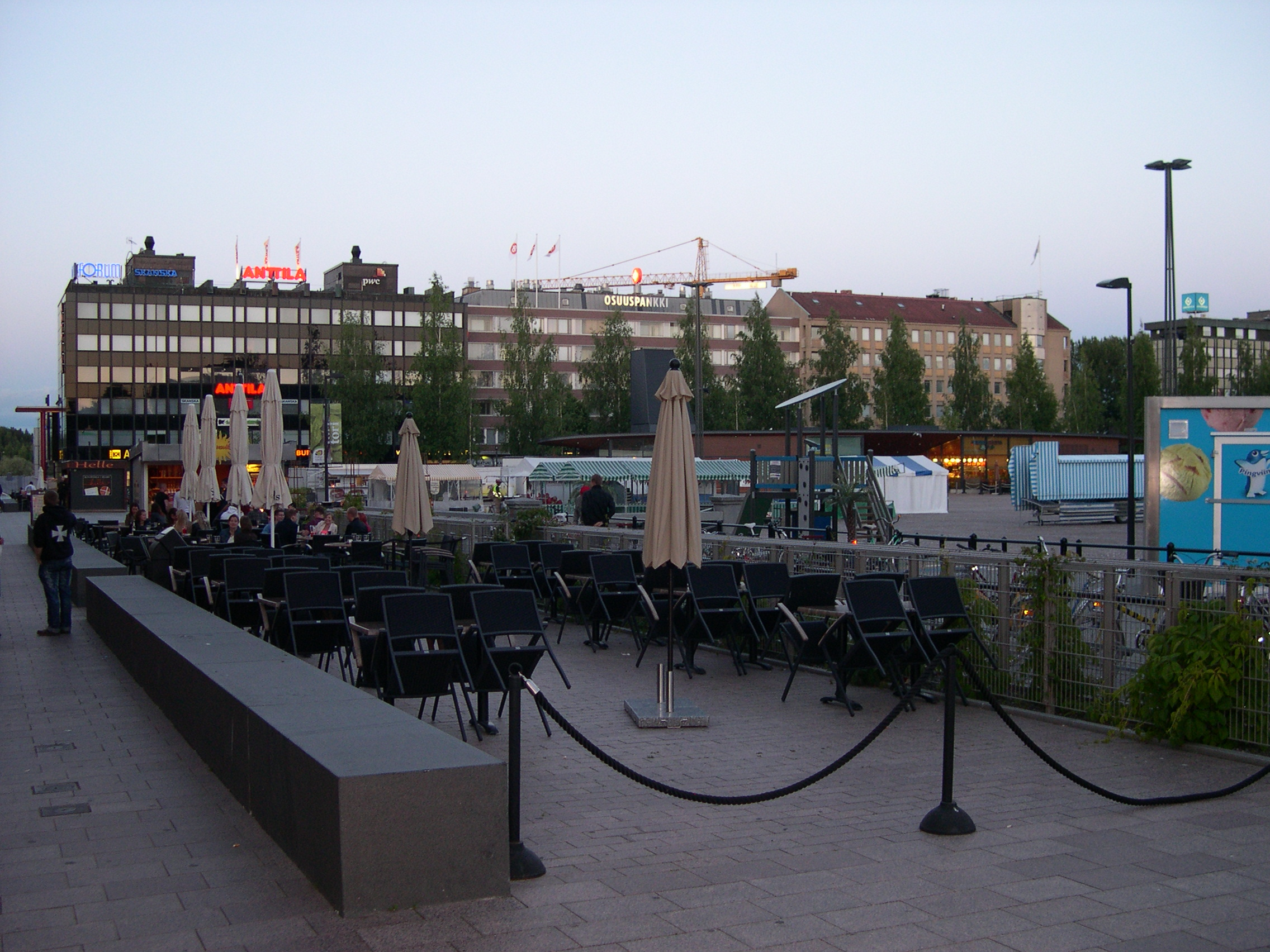
ТЦ Anttila (Анттила)
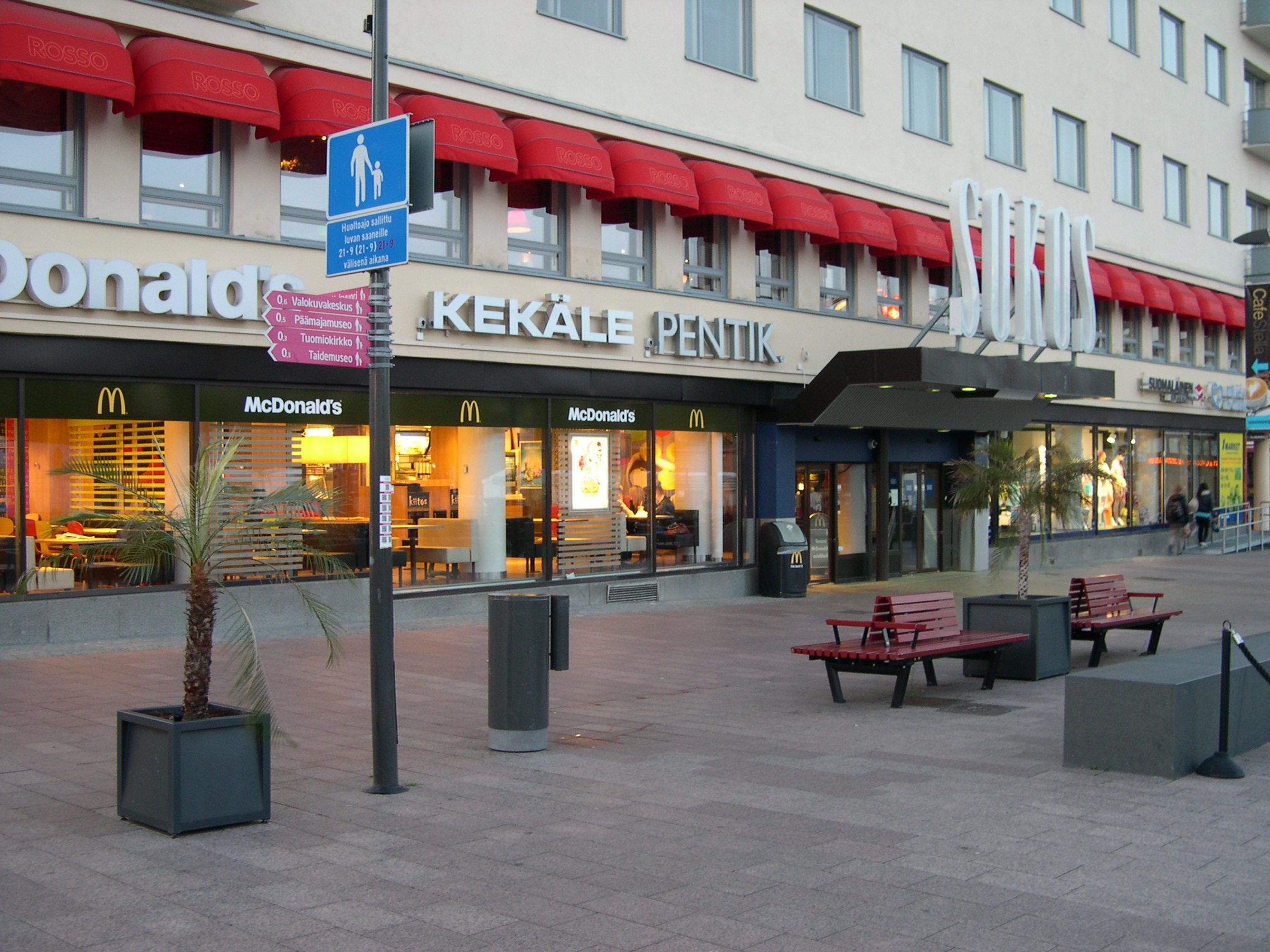
Sokos (Сокос)
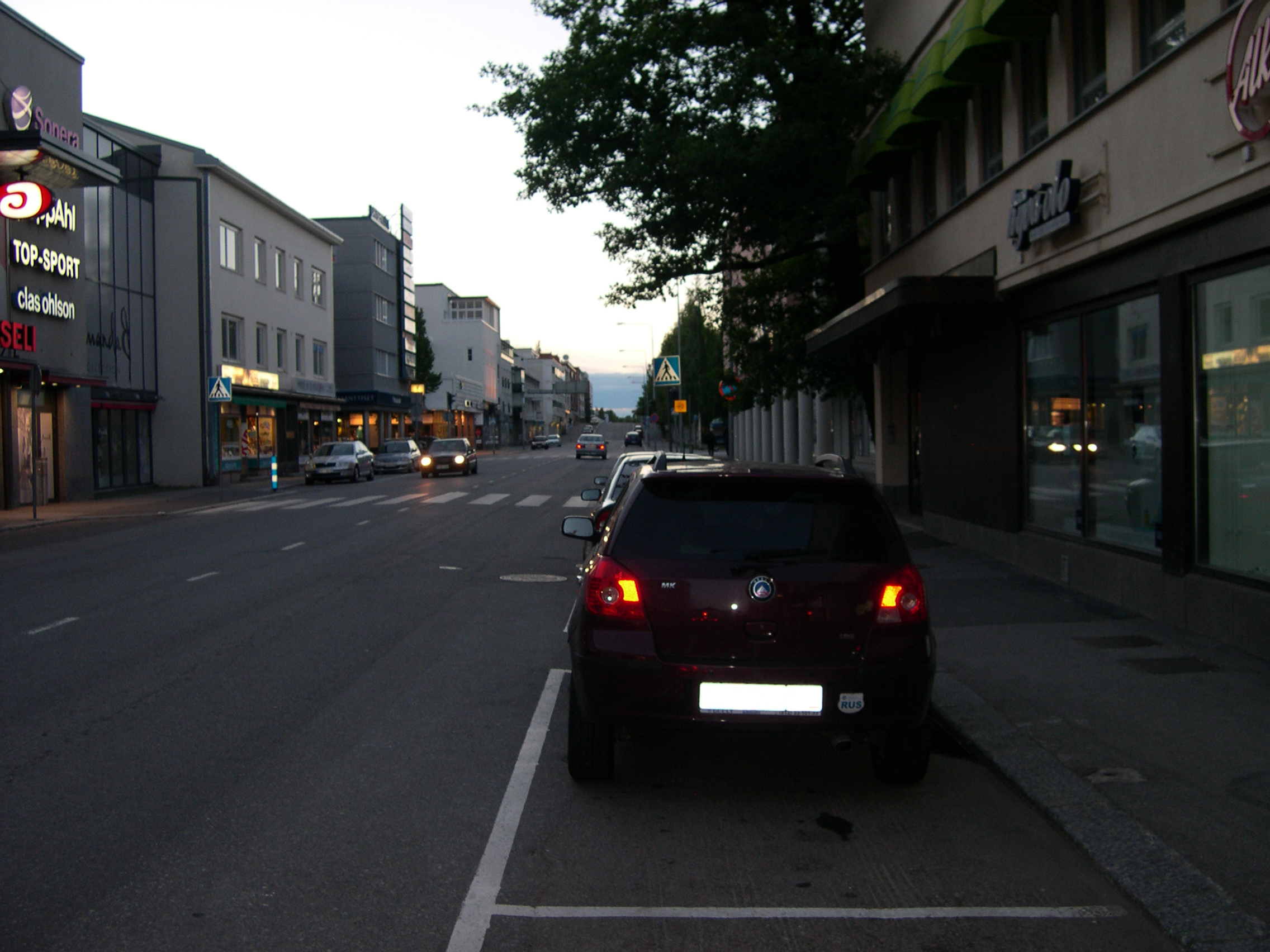
Maaherrankatu
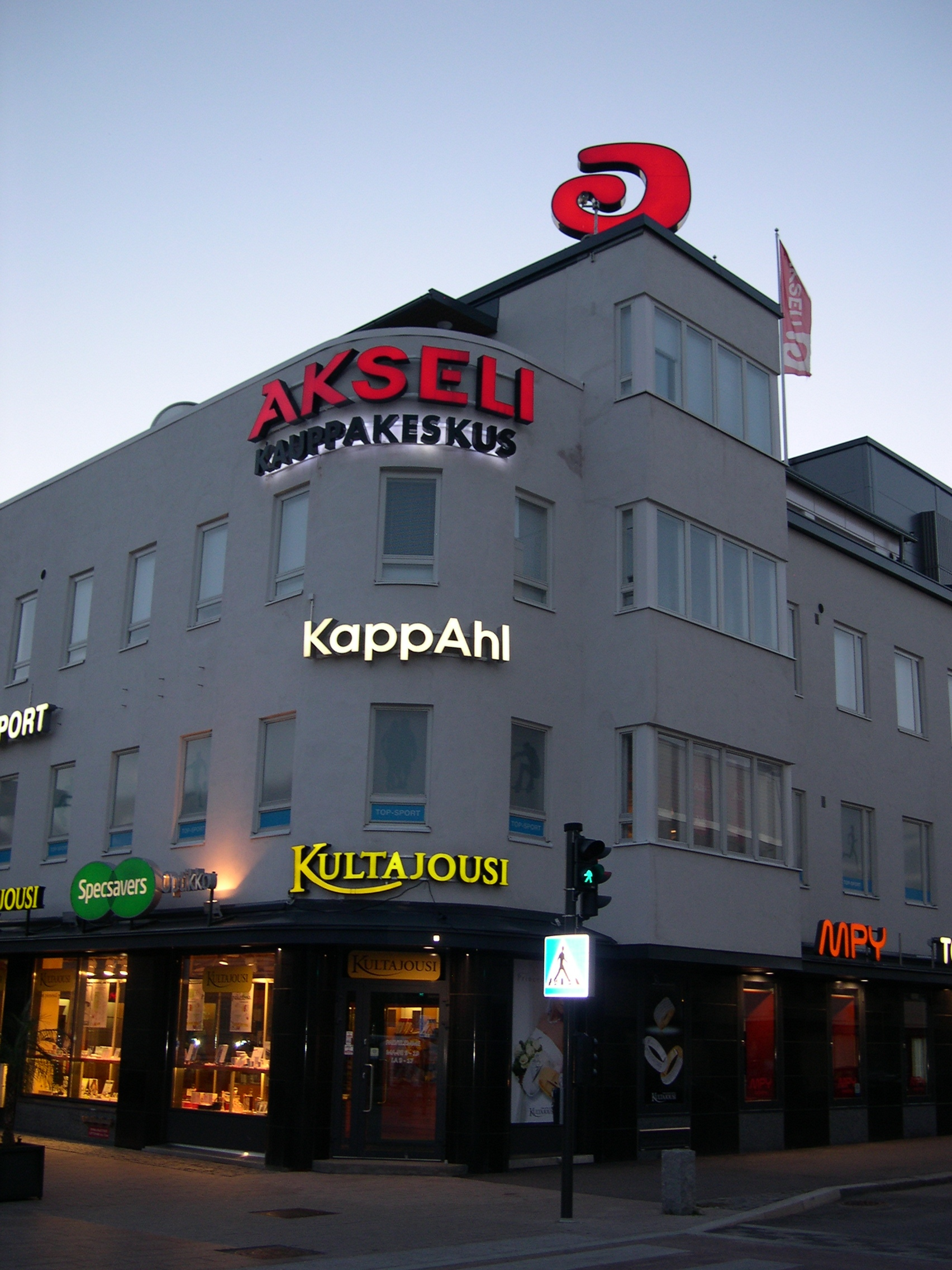
ТЦ Akseli (Аксели)
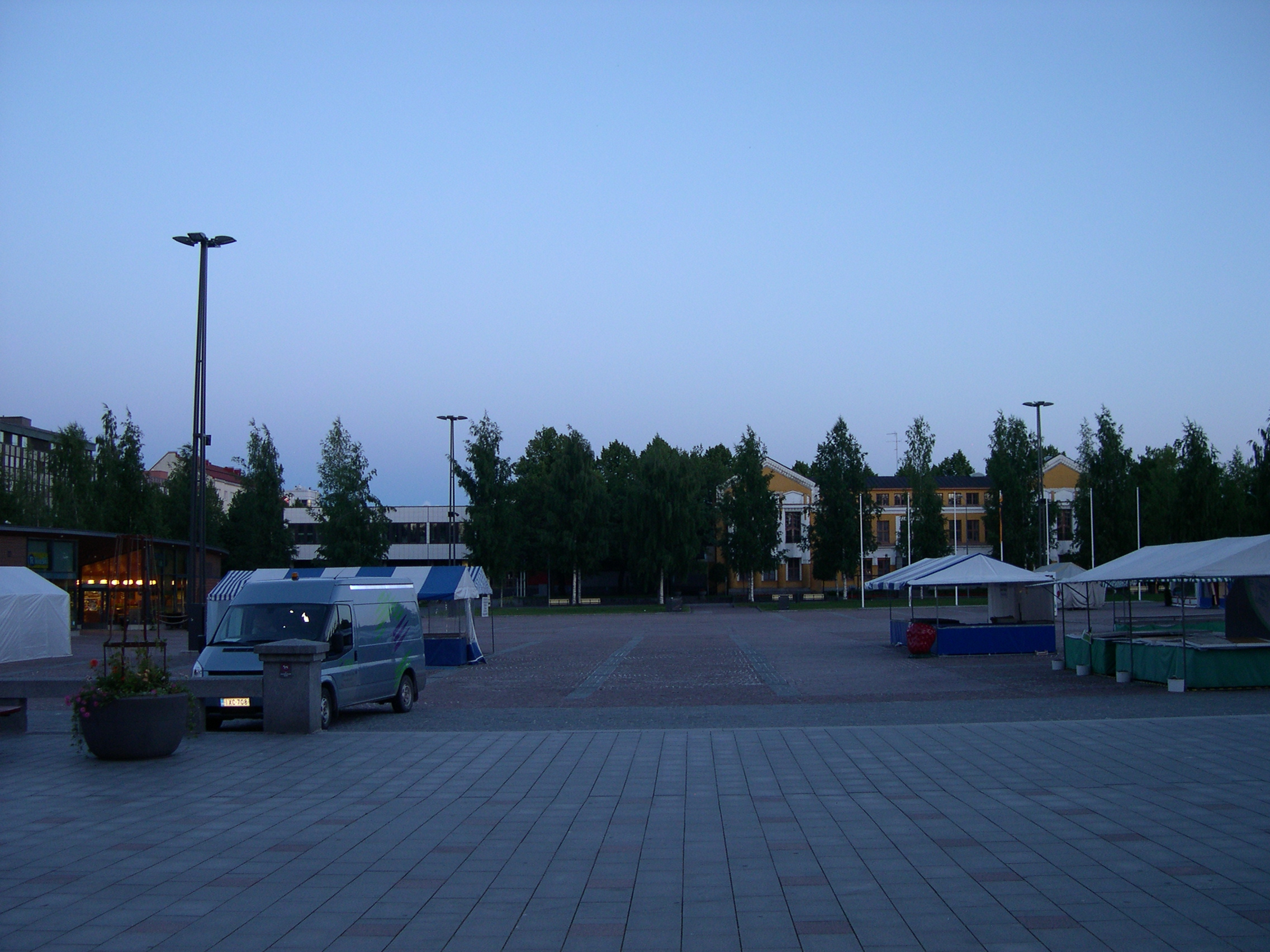
Hallitustori площадь
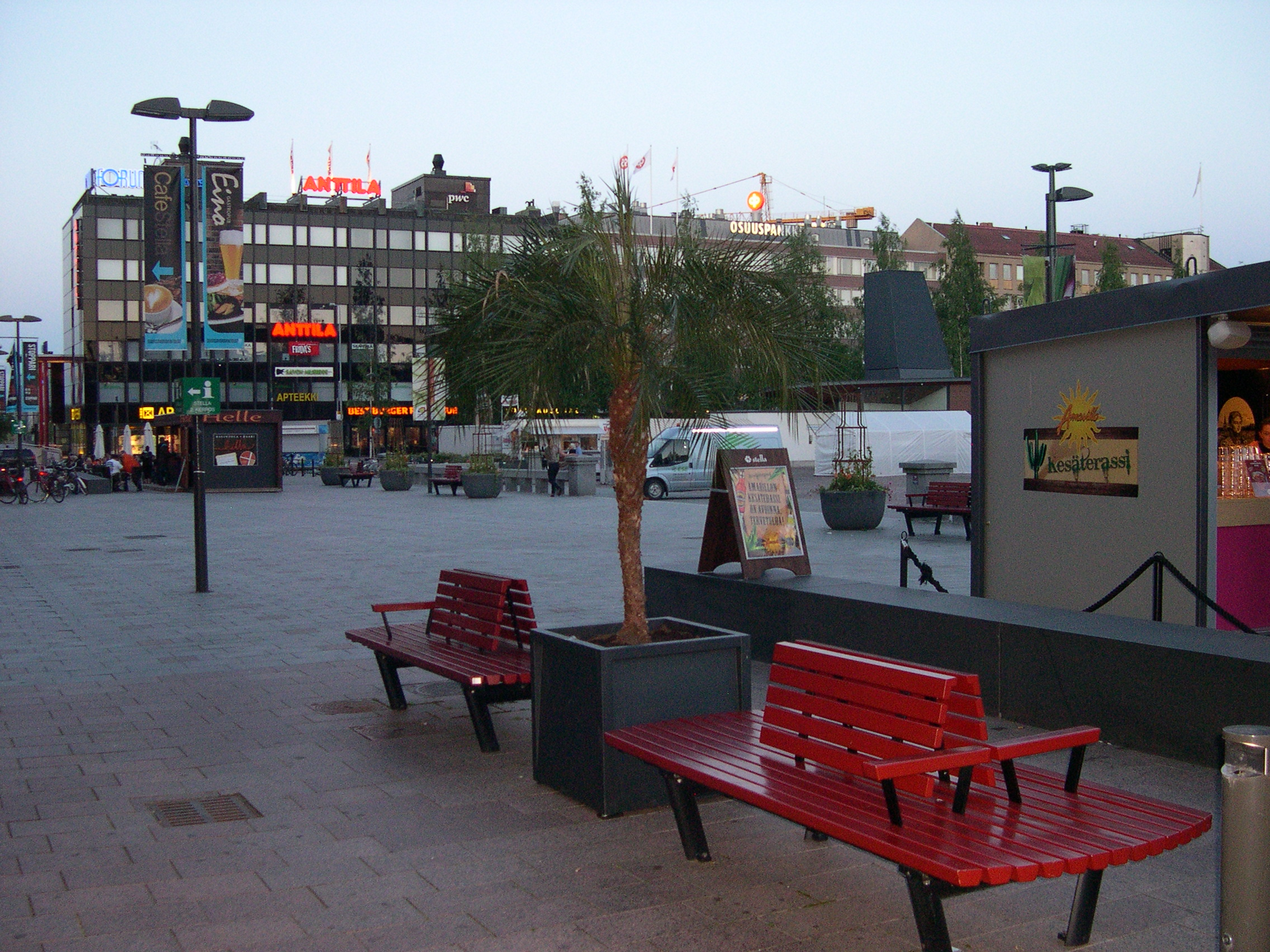
Hallitustori площадь
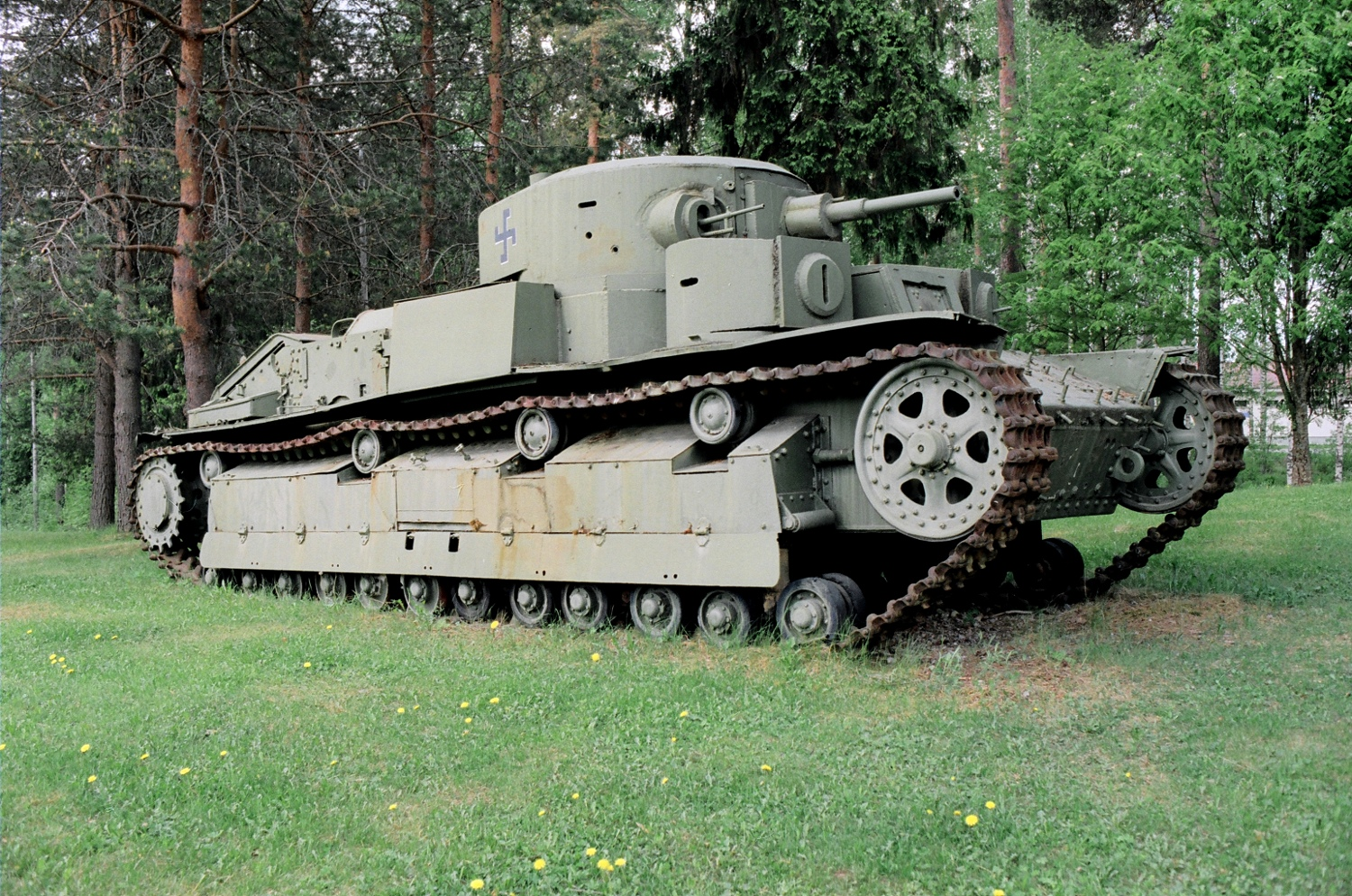
Т-28 на территории бывшего гарнизона в Миккели
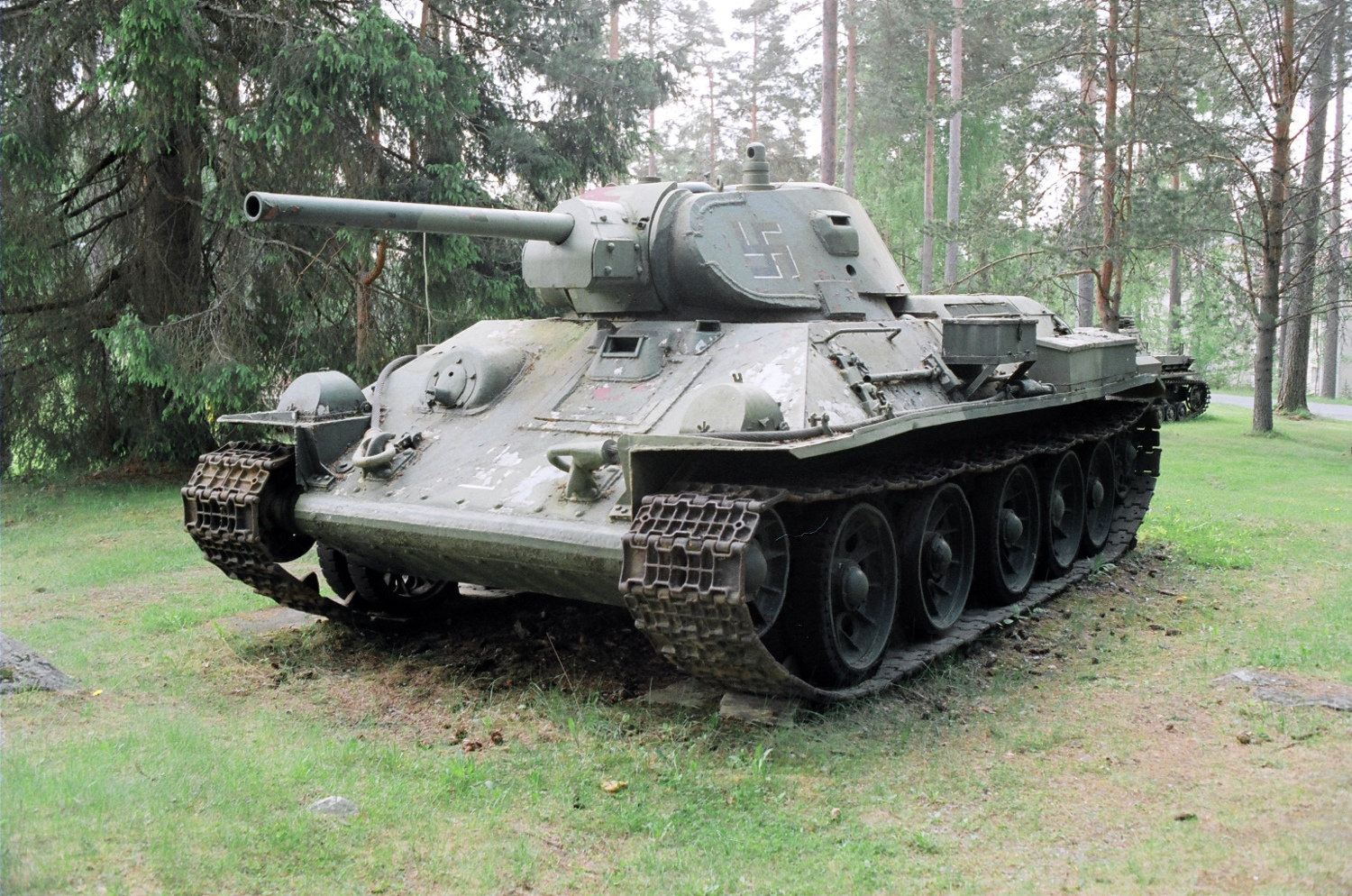
Танк Т-34 в Миккели